# ديفيد غياسي
ديفيد غياسي (بالإنجليزية: David Gyasi)‏ مواليد 2 يناير 1980 في لندن، هو ممثل ومنتج إنجليزي بدأ مسيرته الفنية عام 2003. أوّل دورٍ رئيسيٍ له كان في فيلم سحابة الأطلس.

## الأعمال
- 2012: الذيول الحمراء
- 2012: نهوض فارس الظلام
- 2012: سحابة الأطلس
- 2014: قائم بين النجوم

## وصلات خارجية
- ديفيد غياسي على موقع IMDb (الإنجليزية)
- ديفيد غياسي على موقع ألو سيني (الفرنسية)
- ديفيد غياسي على موقع أول موفي (الإنجليزية)
- ديفيد غياسي على موقع قاعدة بيانات الأفلام السويدية (السويدية)
- ديفيد غياسي على موقع قاعدة بيانات الفيلم (الإنجليزية)
- ديفيد غياسي على موقع كينوبويسك (الروسية)